# نهر فوه
نهر فوه هو نهر في كاليدونيا الجديدة (مجموعة جزر في المحيط الهادئ تتبع إداريا إلى فرنسا). تبلغ مساحته 227 كيلومتر مربع. 

## شاهد أيضا
- قائمة أنهار كاليدونيا الجديدة